# Рутберг, Филипп Григорьевич
Фили́пп Григо́рьевич Ру́тберг (22 сентября 1931, Винница — 12 апреля 2015, Санкт-Петербург) — советский и российский учёный-электрофизик и организатор науки, доктор технических наук, профессор, академик Российской академии наук (2000), лауреат Государственной премии СССР (1982), директор Института электрофизики и электроэнергетики РАН (с 1991 года), профессор Санкт-Петербургского государственного технического университета, член Президиума Санкт-Петербургского научного центра РАН. Специалист в области проблем электротехники, создания электрофизических устройств и систем их энергопитания.

## Биография
Родился в семье врачей: отец — военный врач Григорий Ефимович Рутберг (1895—1948), мать — педиатр, доктор медицинских наук, профессор Мира Филипповна Шинкарёва (1896—1989). Во время войны семья была эвакуирована в Куйбышев, оставшиеся в Виннице родственники были расстреляны немцами после оккупации города. Отец служил в 96-м отдельном медсанбате, майор медицинской службы, награждён орденом Красной Звезды.
В 1954 окончил юридический факультет Ленинградского государственного университета (ЛГУ), а в 1961 — Ленинградский политехнический институт им. М. И. Калинина по специальности «электрофизика». Работал преподавателем в техникуме, затем занимался научной работой в Физико-техническом институте им. А. Ф. Иоффе.
15 декабря 1990 года избран членом-корреспондентом Академии наук СССР (с 1991 года — Российской академии наук) в отделение физико-технических проблем энергетики по специальности «Электротехника, в том числе электрофизика».
В 1991 году стал директором Института проблем электрофизики и электроэнергетики РАН, расположенного в Санкт-Петербурге.
26 мая 2000 года избран академиком Российской академии наук. Тогда же избран членом президиума РАН.
Скончался 12 апреля 2015 года Санкт-Петербурге на 84-м году жизни. Похоронен на Северном кладбище Санкт-Петербурга.

## Научный вклад
Мировую известность получил после создания импульсных систем энергопитания на базе электромашинных агрегатов. Признанный в мире специалист в области физики мощных разрядов в плотных газовых средах. Автор многочисленных публикаций и монографий по физике газовых разрядов. Обеспечил первенство российских учёных в плазменных технологиях, использование которых резко снижает объёмы вредных выбросов в атмосферу. В России Рутберг известен как пропагандист и практик энергетики, основанной на уничтожении органического и муниципального (городского) мусора. Рутберг полагал, что наряду с плазмохимией и плазменной металлургией российский плазматрон (иногда плазмотрон) как газоразрядное устройство для получения низкотемпературной плазмы мог в большей степени быть востребованным как для решения глобальных энергетических проблем человечества, так и для разрешения ситуации с отходами (мусором) в российских мегаполисах. Неоднократно делал заявления относительно того, что строительство полигонов для утилизации мусора остается «порочной практикой» при решении глобальной проблемы современного мира. Выражал обеспокоенность тем, что при невостребованности научных разработок продолжается загрязнение водных и почвенных ресурсов Земли. Выходом из сложившейся ситуации считал повсеместное применение технологии плазменного пиролиза вещества, в ходе которого происходит максимально возможное обезвреживание органических отходов, составляющих до 98 % всей массы мусора. Инновационные разработки основывал на формуле, согласно которой переработка одного килограмма мусора может дать не менее 2 киловатт-часов электроэнергии.

## Награды, премии
- Государственная премия СССР (1982)
- Орден Дружбы (1999)[7]
- Государственная премия Российской Федерации (2003)
- Премия имени А. Н. Крылова Правительства Санкт-Петербурга — за работы по электрофизике, физике низкотемпературной плазмы и специальной электроэнергетике (2007)
- Орден Почёта (2007)[8]
- Лауреат премии Правительства Российской Федерации в области образования (2010) за научно-практическую разработку «Научные исследования и учебные пособия по физике низкотемпературной плазмы»[9]
- Лауреат премии «Глобальная энергия» (2011)